# Pusti Gradec
Pusti Gradec – wieś w Słowenii, w gminie Črnomelj. W 2018 roku liczyła 29 mieszkańców.